# Krasnoglinni
Krasnoglinni (en rus: Красноглинный) és un poble (un possiólok) de l'óblast d'Orenburg, a Rússia, segons el cens del 2010 tenia 43 habitants, pertany al municipi de Nesterovka.